# کولشوویتسه
کولشوویتسه (به چکی: Kolešovice) یک منطقهٔ مسکونی در جمهوری چک است که در ناحیه راکوونیک واقع شده‌است.